# Internationale Wielerweek 2018
De 33e editie van de Internationale Wielerweek vond in 2018 plaats van 22 tot en met 25 maart. De start was in Gatteo en de finish lag in Montegibbio. De wedstrijd maakte deel uit van de UCI Europe Tour 2018, in de categorie 2.1. In 2017 won de Fransman Lilian Calmejane, dit jaar ging de overwinning naar de Italiaan Diego Rosa.

## Deelnemende Ploegen
| World Tour teams                       | Pro Continentaal             | Pro Continentaal             | Continentaal                 |
| -------------------------------------- | ---------------------------- | ---------------------------- | ---------------------------- |
| Mitchelton-Scott                       | Androni Giocattoli-Sidermec  | Israel Cycling Academy       | Amore & Vita-Prodir          |
| Movistar Team                          | Aqua Blue Sport              | Nippo-Vini Fantini           | Biesse Carrera Gavardo       |
| Team EF Education First p/b Cannondale | Bardiani-CSF                 | Team Fortuneo-Samsic         | MsTina-Focus                 |
| Team LottoNL-Jumbo                     | Caja Rural-Seguros RGA       | Wanty-Groupe Gobert          | ONE Pro Cycling              |
| Team Sky                               | CCC Sprandi Polkowice        | WB Aqua Protect Veranclassic | Sangemini-MG.Kvis            |
| Trek-Segafredo                         | Delko Marseille Provence KTM | Wilier Selle Italia          | Trevigiani Phonix-Hemus 1896 |
|                                        | Gazprom-RusVelo              |                              |                              |

## Etappe-overzicht
| etappe | datum    | start            | finish               | type          | afstand     | winnaar             | klassementsleider |
| ------ | -------- | ---------------- | -------------------- | ------------- | ----------- | ------------------- | ----------------- |
| 1e a   | 22 maart | Gatteo           | Gatteo               | Heuvelrit     | 97,8 km     | Pascal Eenkhoorn    | Pascal Eenkhoorn  |
| 1e b   | 22 maart | Gatteo a Mare    | Gatteo               | Vlakke rit    | 13,3 km TTT | Team Sky            | Pascal Eenkhoorn  |
| 2e     | 23 maart | Riccione         | Sogliano al Rubicone | Bergrit       | 130 km      | Bauke Mollema       | Diego Rosa        |
| 3e     | 24 maart | Crevalcore       | Crevalcore           | Vlakke rit    | 171,4 km    | Christopher Lawless | Diego Rosa        |
| 4e     | 25 maart | Fiorano Modenese | Montegibbio          | Vlakke rit IT | 12,5 km     | Jan Tratnik         | Diego Rosa        |

## Eindklassementen
| Plaats      | Naam                    | Ploeg                       | Tijd      |
| ----------- | ----------------------- | --------------------------- | --------- |
| Groene trui | Diego Rosa              | Team Sky                    | 10u12'36" |
| 2           | Bauke Mollema           | Trek-Segafredo              | + 20"     |
| 3           | Richard Carapaz         | Movistar Team               | + 1'02"   |
| 4           | Pavel Sivakov           | Team Sky                    | + 1'44"   |
| 5           | Koen Bouwman            | Team LottoNL-Jumbo          | z.t.      |
| 6           | Fausto Masnada          | Androni Giocattoli-Sidermec | + 1'51"   |
| 7           | Lucas Hamilton          | Mitchelton-Scott            | + 1'58"   |
| 8           | Christopher Juul-Jensen | Mitchelton-Scott            | + 2'14"   |
| 9           | Neilson Powless         | Team LottoNL-Jumbo          | + 2'34"   |
| 10          | Giulio Ciccone          | Bardiani-CSF                | + 2'36"   |
|             |                         |                             |           |
| 22          | Thomas Degand           | Wanty-Groupe Gobert         | + 3'44"   |

| Plaats     | Naam                | Ploeg              | Punten |
| ---------- | ------------------- | ------------------ | ------ |
| Witte trui | Christopher Lawless | Team Sky           | 15     |
| 2          | Bauke Mollema       | Trek-Segafredo     | 10     |
| 3          | Pascal Eenkhoorn    | Team LottoNL-Jumbo | 10     |

| Plaats      | Naam               | Ploeg                                  | Punten |
| ----------- | ------------------ | -------------------------------------- | ------ |
| Groene trui | Lawson Craddock    | Team EF Education First p/b Cannondale | 16     |
| 2           | Marco Minnaard     | Wanty-Groupe Gobert                    | 14     |
| 3           | Pascal Eenkhoorn   | Team LottoNL-Jumbo                     | 14     |
|             |                    |                                        |        |
| 19          | Sébastien Delfosse | WB Aqua Protect Veranclassic           | 1      |

| Plaats      | Naam             | Ploeg                        | tijd      |
| ----------- | ---------------- | ---------------------------- | --------- |
| Oranje trui | Pavel Sivakov    | Team Sky                     | 10u14'20" |
| 2           | Lucas Hamilton   | Mitchelton-Scott             | + 14"     |
| 3           | Neilson Powless  | Team LottoNL-Jumbo           | + 50"     |
|             |                  |                              |           |
| 8           | Julien Mortier   | WB Aqua Protect Veranclassic | + 4'38"   |
| 15          | Pascal Eenkhoorn | Team LottoNL-Jumbo           | + 14'11"  |

| Plaats | Ploeg                       | Tijd      |
| ------ | --------------------------- | --------- |
|        | Movistar Team               | 30u13'20" |
| 2      | Team LottoNL-Jumbo          | + 1'04"   |
| 3      | Androni Giocattoli-Sidermec | + 1'45"   |
|        |                             |           |
| 5      | Wanty-Groupe Gobert         | + 6'28"   |

1984 · 1985 · 1986 · 1987 · 1988 · 1989 · 1990 · 1991 · 1992 · 1993 · 1994 · 1995 · 1996 · 1997 · 1998 · 1999 · 2000 · 2001 · 2002 · 2003 · 2004 · 2005 · 2006 · 2007 · 2008 · 2009 · 2010 · 2011 · 2012 · 2013 · 2014 · 2015 · 2016 · 2017 . 2018 · 2019 · 2020 · 2021 · 2022 · 2023 · 2024